# Open science

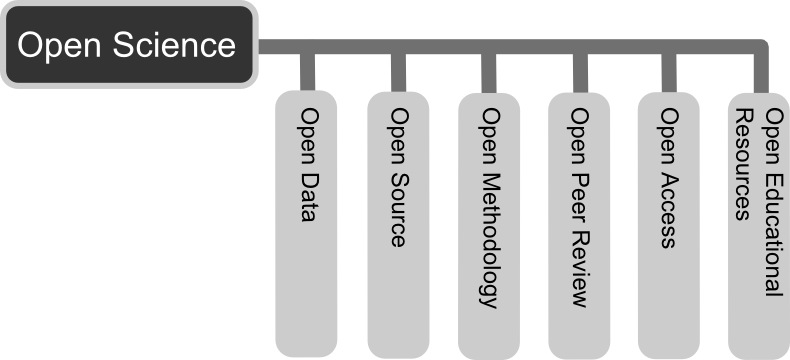
6 principi dell'open science

L'open science (in italiano scienza aperta) è un movimento culturale teso a rendere aperto ogni passo della ricerca scientifica. Per Open Science si intende anche la diffusione dei dati raccolti e dei risultati delle ricerche scientifiche in modo che siano accessibili a ogni livello di studio, dai semplici cittadini o scienziati amatoriali fino ai professionisti del settore.
Open Science è un "termine ombrello" che comprende concetti quali l'apertura dei dati (Open Data), dei testi degli articoli scientifici (Open Access), del materiale didattico (Open Educational Resources), l'uso di metodologie aperte durante l'intero ciclo della ricerca (Open Methodology), quali ad esempio l'uso degli Open Notebook, l'uso di software aperto (Open Source), l'adozione di pratiche aperte anche nella revisione paritaria, utile a verificare la qualità dei lavori scientifici (Open Peer review). Fa parte della Open Science anche il concetto parallelo di Citizen Science, la scienza dei cittadini, intesa sia come divulgazione che come partecipazione attiva dei cittadini alla raccolta dei dati.
Il progetto europeo Facilitate Open Science Training for European Research (FOSTER) ha proposto una tassonomia molto articolata per mappare i campi della Open Science e dar conto della sua complessità.
Bianca Kramer e Jeroen Bosman, dell'Università di Utrecht, hanno creato un Arcobaleno delle pratiche Open Science per mostrare come sia possibile rendere aperto ogni passo della ricerca usando gli strumenti adatti.
L'open science nacque nel XVII secolo con l'avvento delle pubblicazioni accademiche, quando la domanda sociale di accesso alle conoscenze scientifiche arrivò al punto in cui per i vari gruppi di studiosi si rese necessario condividere le proprie conoscenze gli uni con gli altri, in modo da favorire collaborazioni fra di loro per svolgere un lavoro più proficuo. Attualmente il dibattito coinvolge la misura in cui le informazioni scientifiche dovrebbero essere condivise. Il punto di scontro è tra il desiderio degli scienziati di avere accesso a risorse condivise da un lato e dall'altro la volontà dei singoli enti che posseggono tali risorse di trarne profitto quando altri enti o individui hanno la necessità di accedervi.

## Introduzione
La scienza è comunemente intesa come la raccolta, l'analisi, la pubblicazione, la rianalisi, la critica e il riutilizzo dei dati. I sostenitori dell'open science identificano un numero di barriere che impediscono o dissuadono dall'ampia diffusione dei dati scientifici.
Queste barriere includono: i costi delle sottoscrizioni per l'accesso ai contenuti in internet; le restrizioni all'uso dei dati applicate dagli editori; la scarsa strutturazione dei dati a standard condivisi o l'uso di software proprietario che rende difficile il loro riuso e la riluttanza culturale a pubblicare tutti i dati raccolti per paura di perdere il controllo sugli stessi.
L'open science può spesso includere aspetti del movimento open source con cui la scienza moderna richiede ai software per elaborare dati e informazioni. Anche la ricerca computazionale open fa notare il problema della riproducibilità dei risultati scientifici. L'open science è un approccio al processo scientifico basato su collaborazione, condivisione aperta e tempestiva dei risultati e modalità di diffusione della conoscenza, basate su tecnologie digitali in rete e metodi trasparenti di validazione e valutazione dei prodotti della ricerca.
L'open science accresce, inoltre, l'efficacia della collaborazione e aumenta il potenziale collaborativo con la possibilità di accesso ai dati, favorendo il loro riutilizzo per nuove analisi, anche di tipo interdisciplinare, e per l'insegnamento scientifico, nonché la fruibilità del sapere scientifico, in modo trasparente, a beneficio della collettività.
I documenti di Matthew Todd su un riuscito progetto per la sintesi di un farmaco per una malattia tropicale trascurata indicano che l'apertura del progetto ha accelerato la ricerca.

## Storia
L'adozione diffusa da parte delle istituzioni di riviste scientifiche segna l'inizio di un concetto moderno di open science. Prima di questo momento le società spingevano gli scienziati verso comportamenti riservati.

### Prima delle riviste
Prima dell'arrivo delle riviste scientifiche gli scienziati avevano poco da guadagnare e molto da perdere pubblicizzando le scoperte scientifiche. Molti scienziati, inclusi Galileo, Keplero, Isaac Newton, Christiaan Huygens e Robert Hooke, dichiaravano le loro scoperte descrivendole in documenti codificati in anagrammi o cifrati e poi distribuendo il testo codificato. il loro intento era di sviluppare la loro scoperta in qualcosa con cui avrebbero potuto ricavare un profitto, poi rivelare la loro scoperta provandola loro quando fossero preparati.
Il sistema di non pubblicizzare le scoperte causava diversi problemi, perché significava che le scoperte non erano condivise velocemente e alcune volte diventava difficile per lo scopritore provare la sua paternità. Newton e Gottfried Leibniz rivendicarono entrambi la priorità della scoperta del calcolo infinitesimale. La spiegazione di Newton era che ne aveva scritto negli anni 1660 e 1670, ma non lo aveva reso pubblico fino al 1693. Leibniz pubblicò un trattato sul calcolo nel 1684. Dibattiti sulla priorità sono inevitabili nei sistemi in cui la scienza non è pubblicata apertamente, e questo era problematico per scienziati che volessero beneficiare della priorità.
Questi casi sono rappresentativi di un sistema di mecenatismo aristocratico in cui gli scienziati ricevevano fondi per sviluppare immediatamente cose o utili, oppure per intrattenimento. In questo senso, la scienza dava prestigio al mecenate nello stesso modo in cui lo faceva finanziando artisti, scrittori, architetti e filosofi. A causa di questo, gli scienziati erano sotto la pressione di dover soddisfare i desideri dei loro mecenati e scoraggiati dall'essere aperti con ricerche che avrebbero portato prestigio a persone diverse dai loro mecenati.

### Emersione di accademie e riviste
Con il passare del tempo il sistema del mecenatismo individuale aveva smesso di provvedere alla produzione scientifica che la società iniziava a chiedere. Mecenati singoli non potevano finanziare sufficientemente gli scienziati, che avevano una carriera instabile e avevano bisogno di fondi consistenti. Lo sviluppo che cambiò questa situazione fu la tendenza ad unire la ricerca da parte di vari scienziati ad accademie finanziate da vari mecenati. Nel 1660 in Inghilterra si instituì la Royal Society e nel 1666 i francesi fondarono l'Accademia francese delle scienze. Tra gli anni 1660 e il 1793, i governi diedero riconoscimenti ufficiali ad altre 70 organizzazioni scientifiche modellate come quelle due accademie. Nel 1665, Henry Oldenburg diventò l'editore della prima rivista scientifica, Philosophical transactions of the Royal Society, che fu la prima rivista accademica rivolta alla scienza e alla crescita della pubblicazione scientifica. Nel 1699 c'erano 30 riviste scientifiche, e nel 1790 erano 1052. Da allora la pubblicazione è cresciuta a ritmi ancora più veloci.

### Collaborazioni tra accademie
Nei tempi moderni molte accademie hanno spinto i ricercatori verso università e istituzioni di ricerca finanziate pubblicamente per impegnarsi in una condivisione delle ricerche e per rendere proprietari alcuni sviluppi tecnologici. Alcuni prodotti della ricerca hanno possono generare un ricavo commerciale; nella speranza di capitalizzare su questi prodotti, molte istituzioni di ricerca trattengono informazioni e tecnologie che altrimenti porterebbero ad un avanzamento scientifico generale se le altre istituzioni di ricerca avessero accesso a queste risorse. È difficile prevedere il ricavo potenziale di una tecnologia o valutare i costi del suo trattenimento riservato, ma c'è una generale convinzione che il beneficio per una singola istituzione nel tenere riservata la tecnologia non supera il costo di trattenerla da ogni altra.

## Politica
In molti luoghi i governi finanziano alcune ricerche scientifiche. Gli scienziati spesso pubblicano i risultati delle loro ricerche scrivendo articoli e donandoli per pubblicarli su riviste accademiche, le quali frequentemente sono commerciali. Entità pubbliche come università e biblioteche si abbonano a queste riviste. Michael Eisen, un fondatore di Public Library of Science, ha descritto questo sistema dicendo che "i contribuenti che hanno già pagato per la ricerca dovrebbero pagare nuovamente per leggere i risultati".
Nel dicembre del 2011 negli Stati Uniti, i legislatori hanno introdotto una proposta di legge chiamata Research Works Act che avrebbe proibito alle agenzie federali di dare contributi senza richiedere come vincolo che gli articoli prodotti con ricerche finanziate da contribuenti statali devono essere pubblicati online gratuitamente al pubblico. Darrell Issa, copromotore della proposta, l'ha spiegata dicendo che "le ricerche finanziate pubblicamente sono e devono continuare ad essere assolutamente disponibili al pubblico. Dobbiamo anche proteggere il valore aggiunto alle ricerche finanziate pubblicamente dal settore privato e assicurare che ci sia ancora un'attiva comunità di ricerca commerciale e non-profit." In risposta a questa proposta di legge ci furono proteste da vari ricercatori; tra di queste c'è stato un boicottaggio dell'editore commerciale Elsevier chiamato The Cost of Knowledge.

## Discussioni contro l'open science
Alcune persone hanno proposto varie ragioni per mantenere una certa quota di esclusività nella scienza.
Troppe informazioni indifferenziate travolgono gli scienziati.
Alcuni scienziati trovano ispirazione nei propri pensieri restringendo la quantità di informazione che ricevono dagli altri. Alexander Grothendieck è stato citato come scienziato che ha voluto imparare con un'influenza ristretta quando ha detto che voleva "raggiungere a modo suo le cose che desiderava imparare, piuttosto che affidarsi a nozioni di opinione generale."
La scienza sarà usata per cose brutte.
Nel 2009 alcune persone rubarono delle email di alcuni scienziati riguardanti ricerche sul clima, iniziando una controversia poi nominata Climategate. Nel 2011, dei ricercatori olandesi hanno annunciato la loro intenzione di pubblicare un documento di ricerca sulla rivista Science descrivendo la creazione di un ceppo di influenza H5N1 che può essere facilmente trasmessa tra furetti, i mammiferi che imitano più da vicino la risposta umana all'influenza. L'annuncio ha innescato una controversia sia nell'ambiente politico che scientifico sulle implicazioni etiche di pubblicare dati scientifici che potrebbero essere usati per creare armi biologiche. Questi eventi sono esempi di come i dati scientifici potrebbero essere potenzialmente abusati.
Il pubblico fraintenderà i dati scientifici.
Nel 2009 la NASA ha lanciato il veicolo spaziale Kepler e ha promesso che avrebbe rilasciato i dati raccolti nel giugno del 2010. In seguito ha deciso di rinviare il rilascio in modo che i suoi scienziati potessero esaminarli per primi. Il fondamento logico era che dei non scienziati potessero involontariamente interpretare male i dati, e gli scienziati della NASA pensarono che sarebbe stato preferibile per loro essere familiari con i dati in anticipo così che potessero riferirne con il loro livello di accuratezza.
Aumentare la scala della scienza renderà la verifica di ogni scoperta più difficile.
Quando molte persone comunicano dati si impiegherà più tempo per considerarli tutti, forse più dati di qualità più bassa, prima di trarne qualsiasi conclusione.

## Discussioni a favore dell'open science
Alcune controversie recenti sulle pubblicazioni scientifiche illustrano i potenziali benefici dell'open science.
Pubblicazioni ad accesso pubblico di comunicazioni di ricerche e dati permette una peer review più rigorosa.
Un articolo pubblicato da un gruppo di astrobiologi della NASA nel 2010 su Science riporta un nuovo batterio conosciuto come GFAJ-1 che si presumeva metabolizzasse arsenico (a differenza di ogni forma di vita precedentemente conosciuta). Questa scoperta, insieme con la dichiarazione della NASA che il documento "avrà un impatto sulla ricerca di prove per la vita extraterrestre", fu largamente criticata all'interno della comunità scientifica. Gran parte dei commenti e delle critiche scientifiche su questa questione hanno avuto luogo in forum pubblici, in particolare su Twitter, dove centinaia di scienziati e non scienziati crearono una comunità hashtag intorno all'hashtag #arseniclife. Rosie Redfield, astrobiologo dell'Università della Columbia Britannica, uno dei critici più accesi del gruppo di ricerca della NASA, ha anche presentato su arXiv, un archivio di ricerche open, una bozza di un rapporto di una ricerca che lei e i suoi colleghi avevano condotto che contraddiceva i ritrovamenti della squadra della NASA e chiese una peer review sia della loro ricerca che del documento originale nel blog di ricerca del suo laboratorio.

## Progetti che promuovono l'open science
I grandi progetti scientifici hanno più probabilità di praticare l'open science di quelli piccoli.

### Progetti open science
- OpenAIRE[7]
- Encyclopedia of Life
- Galaxy Zoo
- Sloan Digital Sky Survey
- European Open Science Cloud[8]

### Iniziative sociali
- The Cost of Knowledge

### Organizzazioni che praticano o promuovono l'open science
- Open Knowledge Foundation
- Research Data Alliance[9]